# كيسوكي ناإيتو
كيسوكي ناإيتو (باليابانية: 内藤 圭佑) (11 أغسطس 1987 في هيروشيما في اليابان – )؛ هو لاعب كرة قدم ياباني سابق كان يلعب كحارس مرمى.

## وصلات خارجية
- كيسوكي ناإيتو على موقع رابطة كرة القدم اليابانية للمحترفين (اليابانية)
- كيسوكي ناإيتو على موقع قاعدة بيانات كرة القدم.إي يو (الإنجليزية)
- كيسوكي ناإيتو على موقع Soccerway.com (الإنجليزية)